# Беаурегард (Долина Аосте)
Беаурегард је насеље у Италији у округу Долина Аосте, региону Долина Аосте.
Према процени из 2011. у насељу је живело 23 становника. Насеље се налази на надморској висини од 1200 м.